# Bluebeard's Eighth Wife (1938)
Bluebeard's Eighth Wife is een Amerikaanse filmkomedie uit 1938 onder regie van Ernst Lubitsch. Destijds werd de film in Nederland uitgebracht onder de titel Blauwbaards achtste vrouw.

## Verhaal
Een Amerikaanse miljonair trouwt met zijn achtste vrouw, de dochter van een markies. Zij heeft zo haar eigen methoden om haar echtgenoot te temmen.

## Rolverdeling
| Acteur                | Personage             |
| --------------------- | --------------------- |
| Claudette Colbert     | Nicole de Loiselle    |
| Gary Cooper           | Michael Brandon       |
| Edward Everett Horton | Markies de Loiselle   |
| David Niven           | Albert de Regnier     |
| Elizabeth Patterson   | Tante Hedwige         |
| Herman Bing           | Mijnheer Pepinard     |
| Warren Hymer          | Kid Mulligan          |
| Rofe Sendan           | Afdelingschef         |
| Lawrence Grant        | Professor Urganzeff   |
| Lionel Pape           | Mijnheer Potin        |
| Franklin Pangborn     | Assistent-hotelhouder |
| Armand Cortes         | Assistent-hotelhouder |
| Tyler Brooke          | Klerk                 |